# Giorgio Ghezzi
Giorgio Ghezzi (10. červenec 1930 Cesenatico, Italské království – 12. prosinec 1990 Forlì, Itálie) byl italský fotbalový brankář.
V roce 1947 začal chytat za Rimini ve třetí lize, když mu bylo 17 let. Měl velký potenciál, a tak se v roce 1949 rozhodl pro odchod do druholigového klubu Modena. I když jej sledoval Virginio Rosetta (trenér Juventusu), odešel jako velký talent v roce 1951 do Interu. Zde vydržel sedm let, a pomohl tak zisku titulu v sezonách 1952/53 a 1953/54. Sezonu 1958/59 odehrál v Janově. V následující sezoně se klub rozhodl jej vyměnit za Buffona z AC Milán. U Rossoneri získal v sezoně 1961/62 svůj třetí titul a v následující sezoně 1962/63 s klubem vyhrál pohár PMEZ. Když v roce 1965 ukončil kariéru ve 35 letech, měl odchytaných 341 utkání v nejvyšší lize.
Za reprezentaci odchytal šest utkání. Zúčastnil se MS 1954.

## Hráčská statistika
| Sezóna  | Klub    | Liga    | Liga   | Liga       | Ligové poháry | Ligové poháry | Ligové poháry | Kontinentální poháry | Kontinentální poháry | Kontinentální poháry | Celkem | Celkem |
| Sezóna  | Klub    | Soutěž  | Zápasy | Obdr. Góly | Soutěž        | Zápasy        | Góly          | Soutěž               | Zápasy               | Góly                 | Zápasy | Góly   |
| ------- | ------- | ------- | ------ | ---------- | ------------- | ------------- | ------------- | -------------------- | -------------------- | -------------------- | ------ | ------ |
| 1949/50 | Modena  | Serie B | 27     | -25        | -             | 0             | -0            | -                    | 0                    | -0                   | 27     | -25    |
| 1950/51 | Modena  | Serie B | 35     | -49        | -             | 0             | -0            | -                    | 0                    | -0                   | 35     | -39    |
| 1951/52 | Inter   | Serie A | 19     | -25        | -             | 0             | -0            | -                    | 0                    | -0                   | 19     | -25    |
| 1952/53 | Inter   | Serie A | 34     | -24        | -             | 0             | -0            | -                    | 0                    | -0                   | 34     | -24    |
| 1953/54 | Inter   | Serie A | 34     | -32        | -             | 0             | -0            | -                    | 0                    | -0                   | 34     | -32    |
| 1954/55 | Inter   | Serie A | 26     | -40        | -             | 0             | -0            | -                    | 0                    | -0                   | 26     | -40    |
| 1955/56 | Inter   | Serie A | 33     | -36        | -             | 0             | -0            | -                    | 0                    | -0                   | 33     | -36    |
| 1956/57 | Inter   | Serie A | 34     | -33        | -             | 0             | -0            | Vel.P                | 3                    | -2                   | 37     | -35    |
| 1957/58 | Inter   | Serie A | 17     | -20        | IP            | 2             | -7            | -                    | 0                    | -0                   | 19     | -27    |
| 1958/59 | Janov   | Serie A | 32     | -55        | -             | 0             | -0            | -                    | 0                    | -0                   | 32     | -55    |
| 1959/60 | Milán   | Serie A | 18     | -17        | -             | 0             | -0            | PMEZ                 | 1                    | -2                   | 19     | -19    |
| 1960/61 | Milán   | Serie A | 32     | -37        | IP            | 1             | -3            | -                    | 0                    | -0                   | 33     | -40    |
| 1961/62 | Milán   | Serie A | 26     | -27        | IP            | 1             | -0            | -                    | 0                    | -0                   | 27     | -27    |
| 1962/63 | Milán   | Serie A | 26     | -19        | IP            | 1             | -0            | PMEZ                 | 7                    | -6                   | 34     | -25    |
| 1963/64 | Milán   | Serie A | 14     | -13        | -             | 0             | -0            | PMEZ+Int.P           | 1+2                  | -0+ -6               | 17     | -19    |
| 1964/65 | Milán   | Serie A | 6      | -5         | -             | 0             | -0            | -                    | 0                    | -0                   | 6      | -5     |
| Celkově | Celkově | Celkově | 403    | -447       | -             | 5             | -10+          | -                    | 14                   | -16                  | 422    | -473   |

## Úspěchy

### Klubové
- 3× vítěz italské ligy (1952/53, 1953/54, 1961/62)
- 1× vítěz poháru PMEZ (1962/63)

### Reprezentační
- 1× na MS (1954)
- 1× na MP (1955–1960)